# 이강석 (군인)
이강석(李康石, 1937년 2월 5일~1960년 4월 28일)은 대한민국의 육군사관학교를 나온 육군 장교로 이기붕(대한민국 제3대 국방부 장관)의 아들(친장남)이자 이승만(제1·2·3대 대한민국 대통령)의 양자(양삼남)이다.

## 생애
이강석은 1957년 3월 26일, 이승만의 83세 생일에 맞추어 양자로 입적되었다. 부부였던 이승만과 프란체스카 사이에 소생이 없었다. 이승만에겐 전처인 박승선(朴承善, 1876년 12월 15일~1950년 6월 13일)과의 사이에 이봉수(李鳳秀, 1898년 6월 9일~1904년 6월 27일)란 아들이 있었지만, 미국 체류 중에 병사했으며 이승만은 그 죽은 아들을 늘 잊지 못했다고 한다.
아들에 대한 이승만의 집착과 이기붕의 아들인 이강석에 대한 프란체스카 이부란(Francesca 李富蘭)의 애정으로 이강석은 이승만의 83세 생일에 맞춰서 양자로 입적된다.
양자 입적 후 이강석과 관련된 추문 역시 들끓었다. 지난날 1953년 8월, 이강석은 고대 정법대(정치학과 1학년 1학기 수료 및 전퇴)를 거쳐 한 달 지난 이후 1953년 9월, 서울대 법대(법학과 1학년 2학기)를 전학하여 다녔는데, 이를 두고 학교에서는 이강석의 ‘부정편입 입학’ 문제로 말이 많았다. 서울대 법대생들이 동맹휴학에 돌입하는 사태가 벌어지기도 하자, 이강석은 1953년 10월 초순 당시, 서울대 법대 법학과 1학년 2학기를 중퇴하고 1954년 육군사관학교로 재입학하여 14기(문학사)로 나왔으며, 1958년 대한민국 육군 소위로 임관하였다.
이승만의 양자로 입적된 이강석의 권력도 역시 막강했는데, 이를 근거로 대표적인 예가 어느 청년이 이강석을 사칭한 사건인 '가짜 이강석 사건'을 들을 수 있다.
1959년에는 미국 유학, 5월 25일 미국 포트 베닝 (Fort Benning) 보병학교에서 군사 교육을 마치고 귀국했다.
1960년 3·15 부정선거에 대해 민중들이 항거한 4·19 혁명으로 이승만 대통령이 하야 성명을 발표한 지 이틀 뒤인 4월 28일, 경무대에 비서가 쓰던 36호실에서 미국으로 도주하려고 했던 아버지 이기붕과 어머니 박마리아, 사랑했던 남동생 이강욱을 권총으로 쏘고 자살했다.

### 가족 관계
- 증조할아버지 : 이석우(1853년~1881년)
- 증조할머니 : 의령 남씨
- 외증조할아버지 : 송규원
- 할아버지 : 이낙의(1876년~1904년)
- 할머니 : 송정현(1875년~1946년경?)
- 외할아버지 : 박명삼
- 외할머니 : 고의대
- 아버지 : 이기붕(李起鵬, 1896년 12월 20일~1960년 4월 28일)
- 어머니 : 박마리아(朴瑪利亞, 1906년 7월 19일~1960년 4월 28일)
- 누나 : 이강희(李康姬, 1935년 12월 19일~1949년 5월 31일)
- 남동생 : 이강욱(李康旭, 1940년 5월 26일~1960년 4월 28일)

### 학력
- 1946년 혜화국교 졸
- 1949년 경기중학교 졸
- 1952년 서울고등학교 졸
- 1953년 고려대학교 정법대학 정치학과 1학년 1학기 수료 및 전퇴
- 1953년 서울대학교 법과대학 법학과 1학년 2학기 중퇴
- 1958년 대한민국 육군사관학교 14기 문학사
- 1958년 대한민국 육군보병학교 졸업
- 1958년 대한민국 육군헌병학교 졸업
- 1959년 미국 육군보병학교 졸업
- 1959년 대한민국 육군종합행정학교 졸업

## 대중 매체

### TV 드라마
- 길용우 - 1981년 (제1공화국) MBC 드라마
- 정선일 - 1989년 (제2공화국) MBC 드라마
- 오대규 - 1989년 (무풍지대) KBS 드라마
- 손민우 - 1998년 (삼김시대) SBS 드라마
- 이재현 - 2003년 (야인시대) SBS 드라마

## 같이 보기
- 가짜 이강석 사건
- 이인수 (1931년 9월 1일 출생, 이강석의 양형.)
- 네이버 웹툰 귀인에서 가짜 이강석 사건을 모티브로 만화를 연재 완료하였다.